# MG 42
Kulomet MG 42 (přesné označení Universal-Maschinengewehr Modell 42) byl vyvinut a zaveden do výzbroje německého Wehrmachtu v roce 1942 během druhé světové války.
Oproti obecně rozšířenému názoru, že byl jen rozsáhlejší inovací předchozího typu MG 34 pro podmínky sériové výroby, je MG 42 právem pokládán za zcela nově vyvíjený typ. Obě zbraně sice patří do stejné kategorie univerzálních kulometů (tato třída podpůrných pěchotních zbraní se koncepčně zrodila na přelomu 20. a 30. právě v Německu, jakožto reakce na potřebu „bleskové války“ – vojáci potřebovali něco účinnějšího a mobilnějšího, než složité, desítky kilogramů vážící, vodou chlazené typy z 1. světové války), automatika MG 34 pracuje na principu krátkého zpětného pohybu hlavně při plně uzamčeném závěru, MG 42 má také pohyblivou hlaveň (při výstřelu dojde k jejímu zákluzu) a závěr je také plně uzamčený tzv. válečkovým systémem (popsán níže).

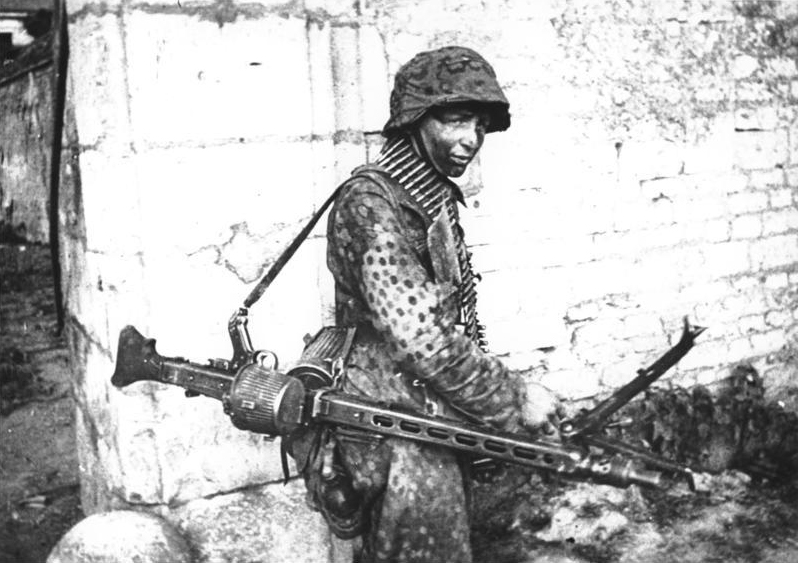
Příslušník Waffen SS zapojený do těžkých bojů v okolí francouzského města Caen v létě roku 1944. Nese MG 42 nakonfigurovaný jako lehká podpůrná zbraň s rozkládací dvojnožkou a odnímatelným bubnem na náboje.

Typ MG 34, první bojově nasazený univerzální kulomet, sice vyhovoval nárokům na něj kladeným co do palebné síly a mobility, ale ukázal se však příliš citlivý na podmínky východní fronty – v zimě mu vadil mráz a led, v létě prach, a po zbytek roku bahno. Obsluhy trávily neúměrně mnoho času usilovnou údržbou svých zbraní, aniž by bylo dosaženo požadované spolehlivosti funkce. Navíc byl výrobně poměrně náročný a úměrně tomu i drahý, neboť převážná většina jeho klíčových součástí vznikala třískovým obráběním. Německý Wehrmacht došel brzy k závěru, že potřebuje něco spolehlivějšího, jednoduššího a vhodnějšího pro masovou válečnou produkci. Armádní specialisté tedy kontaktovali Ing. Grünowa, odborníka na tváření kovů, který v poměrně krátkém čase navrhl řadu součástí nového kulometu pro výrobu pomocí tažení a lisování z plechů. Jak MG 34, tak MG 42 byly vyráběny a v bojích používány až do konce války. MG 42 se dodával i německým spojencům Finsku, Itálii, Slovensku a Maďarsku. Koncem války byl představen jeho nástupce MG 45, kterého byl však vyroben jen velmi malý počet.
MG 42 byl ve vývoji zbraní skutečným milníkem. Šlo o první skutečně masově vyráběný kulomet, jehož hlavní části byly lisovány z plechu. Stal se také základem pro pozdější konstrukce jako například pro americký kulomet M60.[zdroj⁠?!] V roce 1969[zdroj⁠?!] jeho pozdější verzi MG 2 jako osvědčený a spolehlivý typ, přerážovaný pro standardní munici NATO (7,62 × 51) s minimem vylepšení zařadil do své výzbroje Bundeswehr pod označením MG 3, který používá dodnes. (Protože se výrobní dokumentace MG 42 během zmatků v závěru války někam ztratila, bylo nutno vytvořit novou okopírováním zachovaného válečného exempláře.) Pod označením M53 se vyráběl v bývalé Jugoslávii (pro původní náboj 7,92 × 57 Mauser) a tamtéž byl jako „Sarac“ také nabízen na export. Jugoslávské M53 se naposledy objevily v bojovém nasazení během občanské války na Balkáně. MG 42 nebyl vzhledem k nevelké hmotnosti a výkonné munici příliš přesnou zbraní, německá armáda s tím však byla smířena, neboť jeho extrémně vysoká kadence (průměrně 1 200/min.) sama o sobě stačila nahradit nedostatek přesnosti.

## Popis

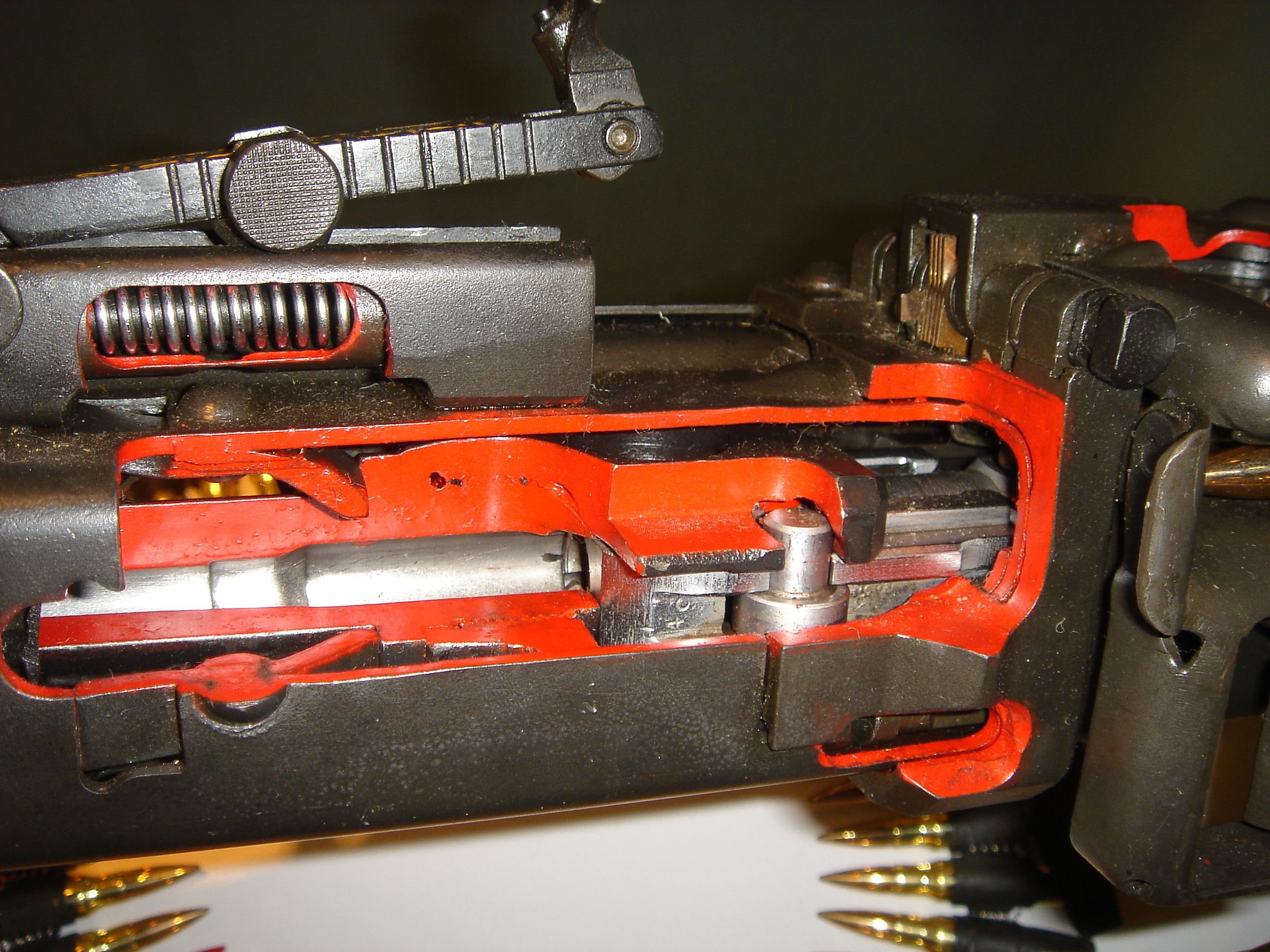
MG42 – válečkový system

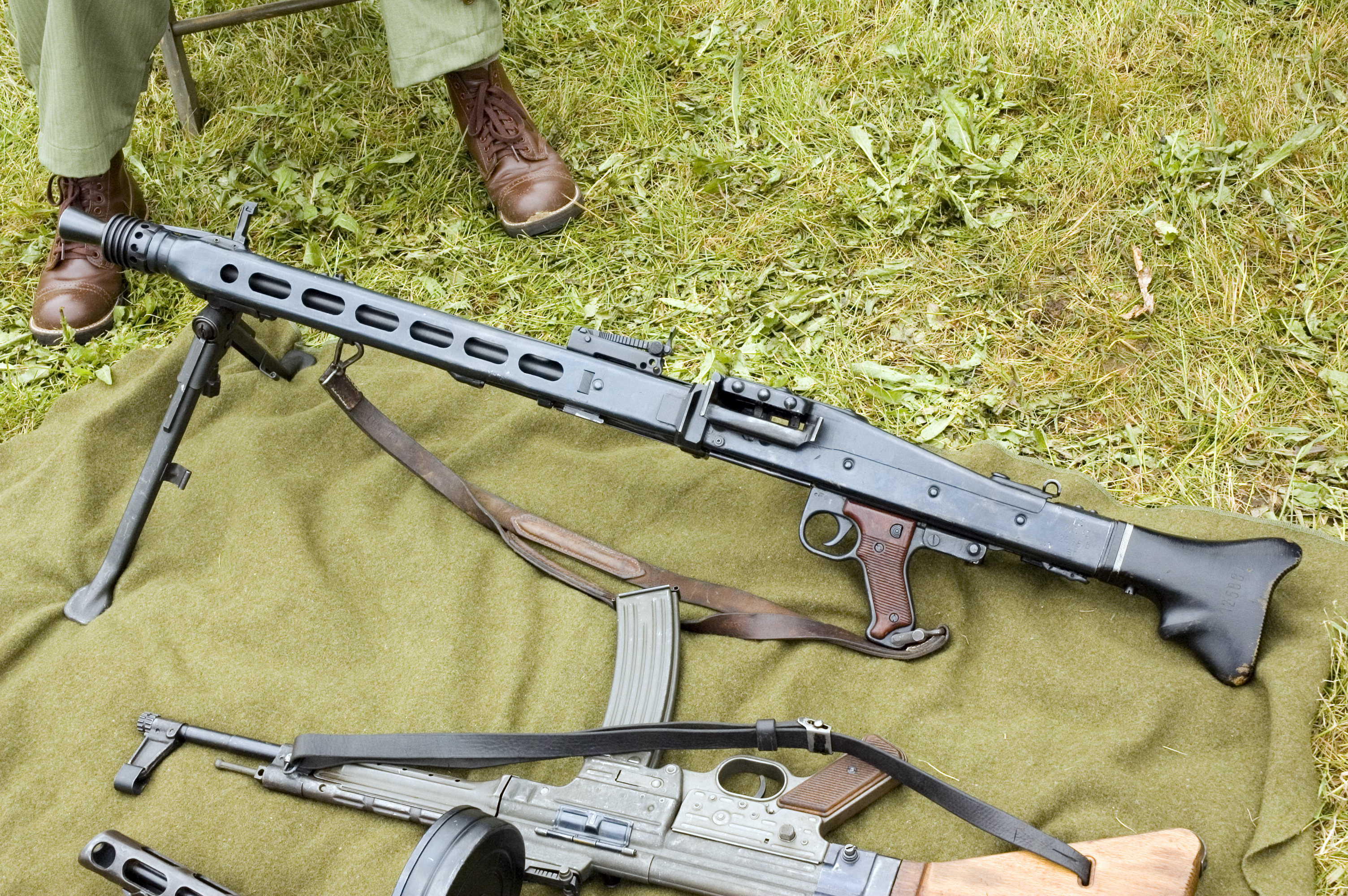
MG42 a StG 44

Zbraň střílí ze zadní polohy závěru, tedy po natažení zůstává závěr v zadní poloze a náboj není v komoře. Po stisknutí spouště je závěr uvolněn a vržen kupředu silou stlačené vratné pružiny. V první části své dráhy vysune, pomocí výstupku na horní straně hlavice závorníku, náboj z pásu, ležícím na stolíku podávacího zařízení, který je navaděčem směřován do komory. Ve chvíli kdy je náboj dotlačen do komory, tak válečky uložené po bocích závorníku přichází do kontaktu s uzamykací kulisou, která je pevně našroubována na hlavni a tvoří s ní jeden výměnný celek. Kulisa způsobí rozepnutí válečků do stran a tím uzamčení závěru do kulisy hlavně. Jakmile jsou válečky roztaženy a závěr tím pádem uzamčen, pružina uložená v těle závěru vymrští vpřed zápalník, který do této chvíle byl přímo blokován uzamykacími válečky. Zápalník je totiž vložen do šikmé kulisy, která se pohybuje společně s ním uvnitř závěru a slouží zároveň pro rozpínání válečků do stran v uzamčené poloze a zároveň pro uvolnění a zpětné napnutí zápalníku. Jinak řečeno, ve chvíli kdy závěr zavede náboj do komory a je uzamčen pomocí válečků, tak současně uvolní zápalník a ten odpálí náboj.
Po výstřelu, kdy střela opustí hlaveň, energie zpětného rázu tlačí celek hlavně s uzamčeným závěrem vzad, čímž dojde ke krátkému zákluzu hlavně do polohy, kde je v pouzdře závěru přinýtována odemykací kulisa, která způsobí zpětné zatlačení uzamykacích válečků závěru do polohy kdy se závěr odemkne a zároveň také válečky zatlačí kulisu uvnitř závěru zpět proti pružině zápalníku a tím dojde k napnutí zápalníku a jeho zajetí do závěru. Dále pak závěr pokračuje vzad, hnán zbytkovým tlakem plynů působících na nábojnici. Jakmile závěr dosáhne své zadní polohy, narazí na pružinový doraz, který jednak pohltí zbytkovou energii závěru a zároveň jej vrhne opět kupředu, čímž urychlí jeho pohyb. Při dosažení zadní polohy závěru je z čela závorníku vysunut vyhazovač umístěný nad osou zápalníku proti vytahovači a je tak zajištěno vyhození prázdné nábojnice ven ze zbraně směrem kolmo dolů. Závěr poté pokračuje směrem kupředu tlačen vratnou pružinou a celý cyklus se tak opakuje pokud mezi tím nebyla uvolněna spoušť a závěr nebyl zachycen v zadní poloze. Pro rychlejší a spolehlivější funkci zbraně je hlaveň opatřena zesilovačem zpětného rázu. Hlaveň tvoří „píst“ který zakluzuje ve válci tvořeném přední částí pláště hlavně. Po výstřelu se tvoří tlak plynů v dutině tlumiče plamene a tento tlak působí přes čelo hlavně a tím tlačí hlaveň směrem vzad. Posunování pásu obstarává mechanismus, který je kompletně uložený na spodní straně víka závěru. Hnací silou mechanismu je pohyb závěru v rámu. Na závěru je v jeho zadní části připevněna kladka, která chodí v šikmé kulise upevněné na víku, která tím vytváří pohyby do stran, a přes mechanismus táhel posouvá pás kupředu. Výměna hlavně je velmi rychlá a provádí se po přerušení střelby (závěr musí být zachycen v zadní poloze) otevřením bočních dvířek umístěných na pravé straně vedle nábojové komory. Po otevření se hlaveň svým zadním koncem povysune směrem vpravo mimo rám zbraně a lze ji vyjmout vytažením směrem vzad. Vložení druhé hlavně se provádí opačným způsobem. Založení nového pásu je možno dvěma způsoby, přičemž první se provádí pomocí zavaděče pásu a to tak, že se prostrčí zavaděč skrz otvor, kterým prochází pás ve směru zleva doprava a to při uzavřeném víku podavače. Následným natažením závěru do zadní polohy je pás posunut a zbraň nabitá. Druhý způsob lze realizovat bez zavaděče a to tak, že se nejprve natáhne závěr, poté otevře víko podavače a založí se pás nábojem na doraz. Po uzavření víka je zbraň nabita a připravena ke střelbě.

## Služba

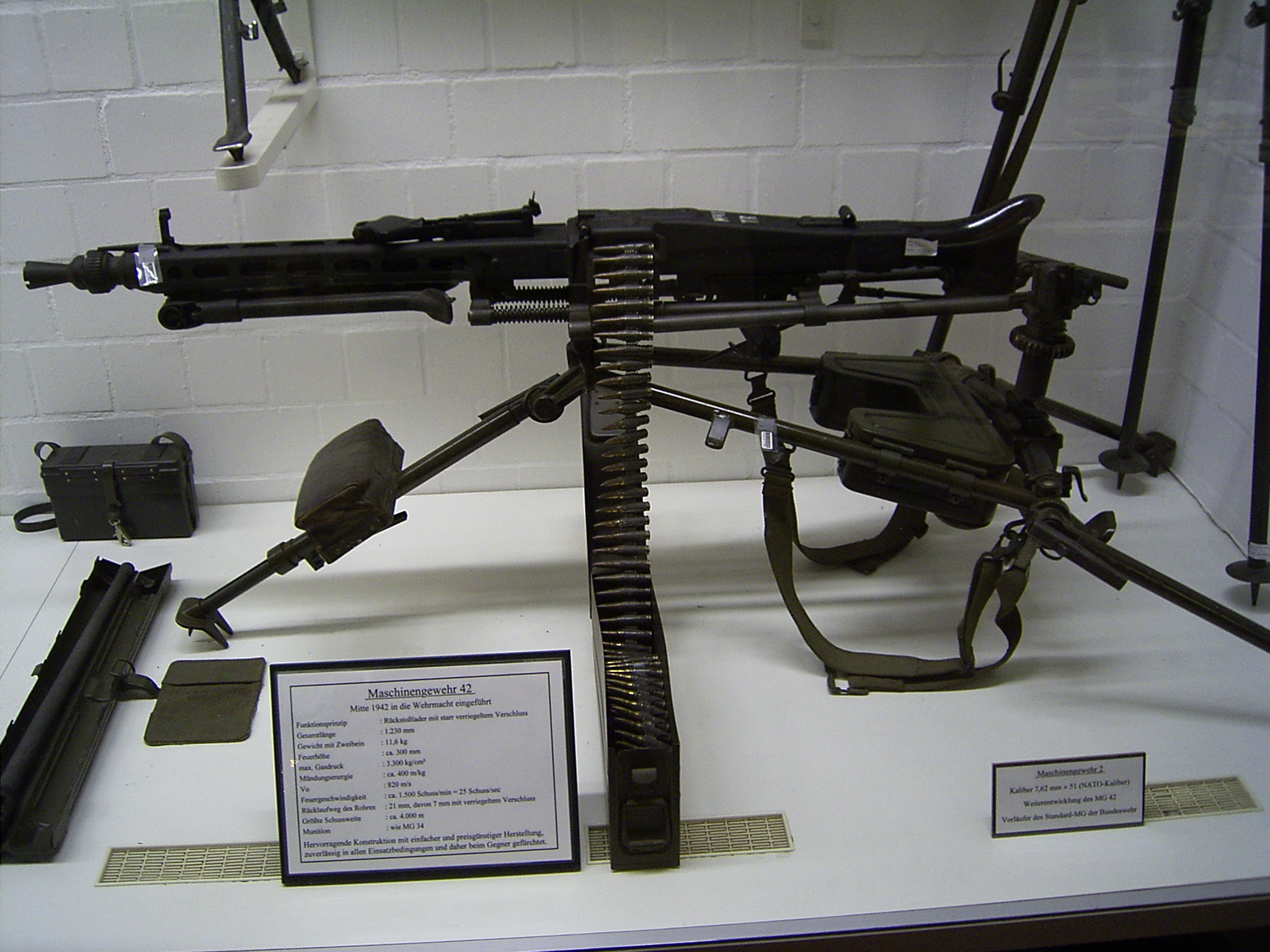
MG 42 v muzeu v Münsteru

K úspěchům této zbraně a k respektu, který si na bojištích 2. světové války vydobyla, nemalou měrou přispěla propracovaná a k dokonalosti dovedená organizace německých kulometných skupin. Ta vycházela z poznatku, že kulomety tvoří převážnou část palebné síly pěší jednotky – tento postulát ostatně platí i dnes, ve věku automatických pušek. Byly zpravidla (při plném početním stavu) desetičlenné, přičemž dva služebně nejstarší a nejzkušenější vojáci (často šlo o délesloužící poddůstojníky) měli na starost obsluhu kulometu jako takovou – vedení palby, výměnu přehřátých hlavní, nabíjení. Další dva až čtyři se starali o stálý přísun střeliva ke kulometu a v případě potřeby pomáhali s údržbou a čištěním, nebo při přesunu zbraně do nového palebného postavení. Zbytek skupiny (nejmladší a nejméně zkušení vojáci, vyzbrojení puškami a samopaly) zaujímal obranu kolem postavení kulometu a chránil je před útokem nepřítele. Nikdo se nesměl dostat tak blízko, aby mohl zasáhnout kulometníka ručním granátem. Výhodou tohoto řešení bylo, že skupina si mohla dovolit i poměrně těžké ztráty, aniž by nějak podstatně utrpěla její bojeschopnost. Dokud měl kdo obsluhovat kulomet a přisouvat munici, palebná síla kulometné skupiny se v zásadě neměnila.